# Финикас (Крит)
Финикас је бивша општина на Криту, Грчка. Од реформе локалне самоуправе из 2011.-те је део општине Агијос-Василијос. Заузима површину 138.335 km2 (53.411 sq mi). Према попису становника из 2011.-те, Финикас има 3.266 становника.